# コルラ駅
コルラ駅（コルラえき、中国語: 库尔勒站、英語: Korla StationまたはKuerle Station）は、中華人民共和国新疆ウイグル自治区南部を走る鉄道南疆線の主要駅であり、格庫線の起点駅である。新疆ウイグル自治区バインゴリン・モンゴル自治州コルラ市にある。中国鉄路ウルムチ局に所属する。